# Луїс Аяла (тенісист)
Луїс Аяла (ісп. Luis Ayala; 18 вересня 1932 — 4 вересня 2024) — колишній чилійський тенісист.
Найвищу одиночну позицію світового рейтингу — 5 місце досяг 1958 року (за даними Ленса Тінґея).
Здобув 43 одиночні титули.
Перемагав на турнірах Великого шолома в змішаному парному розряді. Завершив кар'єру 1970 року.

## Фінали турнірів Великого шолома

### Одиночний розряд (2 поразки)
| Результат | Рік  | Турнір            | Покриття | Суперник            | Рахунок                 |
| --------- | ---- | ----------------- | -------- | ------------------- | ----------------------- |
| Поразка   | 1958 | Чемпіонат Франції | Ґрунт    | Мервін Роуз         | 3–6, 4–6, 4–6           |
| Поразка   | 1960 | Чемпіонат Франції | Ґрунт    | Нікола П'єтранджелі | 6–3, 3–6, 4–6, 6–4, 3–6 |

### Мікст: (1–2)
| Результат | Рік  | Турнір            | Покриття | Партнер            | Суперники                | Рахунок       |
| --------- | ---- | ----------------- | -------- | ------------------ | ------------------------ | ------------- |
| Поразка   | 1955 | Чемпіонат Франції | Ґрунт    | Дженні Стейлі Гоуд | Дарлін Гард Гордон Форбс | 7–5, 1–6, 2–6 |
| Перемога  | 1956 | Чемпіонат Франції | Ґрунт    | Телма Койн-Лонґ    | Доріс Гарт Роберт Гау    | 4–6, 6–4, 6–1 |